# Wuwur (Pancur)
Wuwur is een bestuurslaag in het regentschap Rembang van de provincie Midden-Java, Indonesië. Wuwur telt 1375 inwoners (volkstelling 2010).